# Węże nitkowate
Węże nitkowate, wężyki (Leptotyphlopidae) – rodzina węży z nadrodziny Typhlopoidea w rzędzie łuskonośnych (Squamata).

## Zasięg występowania
Węże nitkowate występują w Afryce, Azji (od Bliskiego Wschodu po zachodnie Indie) oraz w Ameryce Północnej i Południowej. Zasiedlają tereny od półpustynnych po lasy.

## Charakterystyka
Do rodziny tej należy około 150 gatunków. Mierzą od 10 cm do 40 cm, jednak niektórzy podają, że górna granica wielkości to 30 cm. Charakteryzują się cienkim, czasami nitkowatym ciałem. Są podobne do przedstawicieli ślepuchowatych – różnią się od nich bezzębną szczęką i uzębioną żuchwą.
U węży należących do tej rodziny w budowie anatomicznej stwierdzamy brak lewego płuca, tchawicy i lewego jajowodu.

## Systematyka
Do rodziny należą następujące podrodziny: 
- Epictinae
- Leptotyphlopinae